# Alyson Hannigan
Alyson Lee Hannigan (sinh 24 tháng 3 năm 1974) là một nữ diễn viên người Mỹ. Cô được biết đến nhờ vai diễn Willow Rosenberg trong loạt phim Buffy the Vampire Slayer (1997–2003), trong đó phải kể đến vai diễn Lily Aldrin trong loạt phim hài kịch tình huống nổi tiếng của đài CBS How I Met Your Mother (2005–2014) và Michelle Flaherty trong American Pie (1999–nay).

## Tiểu sử
Hannigan được sinh ra tại Washington, D.C., cô là con một của gia đình nhà Emilie (Posner) Haas và  và Al Hannigan. Cha cô thuộc dòng dõi người Ireland còn mẹ cô là người Do Thái. Cha mẹ cô li hôn lúc cô chỉ mới hai tuổi và cô lớn lên cùng mẹ tại Atlanta, Gruzia.

## Sự nghiệp

### 1978–1996
Lúc chỉ mới 4 tuổi, Hannigan bắt đầu xuất hiện trong những chương trình quảng cáo. Cô chuyển tới Hollywood lúc cô 11 tuổi. Lúc đó cô đăng ký vào trường Trung học Bắc Hollywood, và được tuyển vai quần chúng trong một lần thăm cha tại California. Sau khi hoàn tất việc học tại trường Trung học, cô tiếp tục đăng ký lên trường Đại Học Bang California, nơi cô theo học một khoá học về tâm lý.
Vai diễn chính thức đầu tiên của Hannigan là trong bộ phim hài viễn tưởng năm 1988 mang tên My Stepmother Is an Alien,; một trong những diễn viên phụ trong phim là Seth Green, người tiếp tục đóng vai bạn trai trong phim của cô trong loạt phim Buffy. Năm 1989, có nhận vai diễn định kì đầu tiên của mình trong bộ phim hài kịch tình huống ngắn của đài ABC Free Spirit.

### 1997–hiện tại
Năm 1997, Hannigan được tuyển vai Willow Rosenberg trong bộ phim Buffy the Vampire Slayer. Bộ phim là một thành công lớn, và Hannigan cũng nhận được sự đón nhận của khán giả, khi mà cô tiếp tục tham gia những bộ phim hướng về đối tượng khán giả là thanh thiếu niên như American Pie, American Pie 2, Boys and Girls & American Wedding.
Đầu năm 2004, Hannigan tham gia trong một vài bộ phim khác như West End of London, When Harry Met Sally.... Năm 2005, Hannigan tham gia loạt phim hài nổi tiếng How I Met Your Mother, trong vai Lily, và cũng tham gia bộ phim Veronica Mars trong vai Trina Echolls.
Trong tháng 2 năm 2006, cô cũng tham gia vai Julia Jones trong Date Movie, bộ phim hài châm biếm từ các bộ phim lãng mạn.. Cô cũng từng tham gia trong tổ chức Stand Up 2 Cancer.
Năm 2012, Hannigan được diễn lại vai Michelle trong phim American Reunion.

Alyson cùng chồng Alexis Denisof.

## Đời tư
Hannigan đã kết hôn cùng bạn diễn Alexis Denisof trong bộ phim Buffy the Vampire Slayer tại một khu nghỉ dưỡng tại California ngày 11 tháng 10 năm 2003. Họ hiện có cho mình hai bé gái, Satyana Marie Denisof, sinh 24 tháng 3 năm 2009, và Keeva Jane sinh 23 tháng 5 năm 2012. Hannigan và chồng của cô cũng là cha mẹ đỡ đầu cho con trai của Joss Whedon, Arden.
Ngày 13 tháng 2 năm 2013, Hannigan được cấp lệnh bảo vệ kiểm soát trước John Hobbs (ngụ tại New Hampshire), khi anh ta bắt đầu gửi nhiều thông điệp mang tính chất đe dọa và ám ảnh đến cô thông qua mạng toàn cầu, với nội dung mong muốn được gặp và có thể giết cô. Vào ngày 6 tháng 3 năm 2013, lệnh được mở rộng thêm 4 năm nữa.

## Sự nghiệp phim ảnh
| Năm  | Tên phim                  | Vai                          | Ghi chú                         |
| ---- | ------------------------- | ---------------------------- | ------------------------------- |
| 1986 | Impure Thoughts           | Patty Stubbs                 |                                 |
| 1988 | My Stepmother Is an Alien | Jessie Mills                 |                                 |
| 1991 | Switched at Birth         | Gina Twigg, tuổi từ 13–16    |                                 |
| 1995 | The Stranger Beside Me    | Dana                         |                                 |
| 1996 | A Case for Life           | Iris                         |                                 |
| 1996 | For My Daughter's Honor   | Kelly                        |                                 |
| 1998 | Dead Man on Campus        | Lucy                         |                                 |
| 1999 | Hayley Wagner, Star       | Jenna Jakes                  |                                 |
| 1999 | American Pie              | Michelle Flaherty            |                                 |
| 2000 | Boys and Girls            | Betty                        |                                 |
| 2001 | American Pie 2            | Michelle Flaherty            |                                 |
| 2001 | Beyond the City Limits    | Lexi                         |                                 |
| 2003 | American Wedding          | Michelle Flaherty            |                                 |
| 2004 | Americana                 | Andrea                       | Phim phát hành trên truyền hình |
| 2005 | In the Game               | Vô danh                      | Phim phát hành trên truyền hình |
| 2006 | Date Movie                | Julia Jones                  |                                 |
| 2011 | Love, Wedding, Marriage   | Courtney                     |                                 |
| 2012 | American Reunion          | Michelle Flaherty-Levenstein |                                 |

| Năm       | Tên chương trình                 | Vai              | Ghi chú                               |
| --------- | -------------------------------- | ---------------- | ------------------------------------- |
| 1989–1990 | Free Spirit                      | Jessie Harper    | Vai chính; Xuất hiện trong 14 tập     |
| 1990      | Roseanne                         | Jan              | Trong tập: "Like, a New Job"          |
| 1993      | Almost Home                      | Samantha         | Xuất hiện trong 2 tập                 |
| 1994      | Touched by an Angel              | Cassie Peters    | Trong tập: "Cassie's Choice"          |
| 1996      | Picket Fences                    | Peggy Patterson  | Trong tập: "To Forgive Is Devine"     |
| 1996      | Friends for Life                 | Emma Daniels     | Tập đầu đã bị cắt                     |
| 1997–2003 | Buffy the Vampire Slayer         | Willow Rosenberg | Vai chính; Xuất hiện trong 144 tập    |
| 1999–2000 | 100 Deeds for Eddie McDowd       | Gigi             | Xuất hiện trong 2 tập                 |
| 2000      | The Wild Thornberrys             | Gerda            | Trong tập: "Every Little Bit Alps"    |
| 2001–2003 | Angel (chương trình truyền hình) | Willow Rosenberg | Xuất hiện trong 3 tập                 |
| 2004      | That '70s Show                   | Suzy Simpson     | Xuất hiện trong 2 tập                 |
| 2004      | King of the Hill                 | Stacey Gibson    | Trong tập: "Talking Shop"             |
| 2005      | Veronica Mars                    | Trina Echolls    | Xuất hiện trong 3 tập                 |
| 2005–2014 | How I Met Your Mother            | Lily Aldrin      | Vai chính; Xuất hiện trong 205 tập    |
| 2009      | The Goode Family                 | Michelle         | Trong tập: "Graffiti in Greenville"   |
| 2011      | The Simpsons                     | Melody           | Trong tập: "Flaming Moe"              |
| 2011      | American Dad!                    | Chelsea          | Xuất hiện trong 2 tập                 |
| 2013      | Hollywood Game Night             | Chính cô         | Trong tập: "The One With the Friends" |

## Các giải thưởng và đề cử
| Năm  | Tên giải thưởng        | Hạng mục                                                                      | Bộ phim được đề cử        | Kết quả   |
| ---- | ---------------------- | ----------------------------------------------------------------------------- | ------------------------- | --------- |
| 1989 | Young Artist Award     | Nữ diễn viên trẻ phim điện ảnh xuất sắc nhất, thể loại hài hước và viễn tưởng | My Stepmother Is an Alien | Đề cử     |
| 1990 | Young Artist Award     | Nữ diễn viên trẻ phim truyền hình xuất sắc nhất                               | Free Spirit               | Đề cử     |
| 2000 | Young Hollywood Awards | Dàn diễn viên xuất sắc nhất                                                   | American Pie              | Đoạt giải |
| 2000 | Teen Choice Awards     | Choice TV Sidekick                                                            | Buffy the Vampire Slayer  | Đề cử     |
| 2001 | Saturn Awards          | Nữ diễn viên phụ phim truyền hình xuất sắc nhất                               | Buffy the Vampire Slayer  | Đề cử     |
| 2001 | Teen Choice Awards     | Choice TV Sidekick                                                            | Buffy the Vampire Slayer  | Đề cử     |
| 2002 | Saturn Awards          | Nữ diễn viên phụ phim truyền hình xuất sắc nhất                               | Buffy the Vampire Slayer  | Đoạt giải |
| 2002 | Satellite Awards       | Nữ diễn viên phụ phim truyền hình xuất sắc nhất                               | Buffy the Vampire Slayer  | Đề cử     |
| 2002 | Teen Choice Awards     | Choice TV Sidekick                                                            | Buffy the Vampire Slayer  | Đoạt giải |
| 2003 | Saturn Awards          | Nữ diễn viên phụ phim truyền hình xuất sắc nhất                               | Buffy the Vampire Slayer  | Đề cử     |
| 2003 | Teen Choice Awards     | Choice TV Sidekick                                                            | Buffy the Vampire Slayer  | Đề cử     |
| 2004 | Teen Choice Awards     | Nữ diễn viên phim hài xuất sắc nhất                                           | American Wedding          | Đề cử     |
| 2004 | Teen Choice Awards     | Nụ hôn được yêu thích nhất (cùng với Jason Biggs)                             | American Wedding          | Đề cử     |
| 2008 | Teen Choice Awards     | Chương trình truyền hình được yêu thích nhất                                  | How I Met Your Mother     | Đề cử     |
| 2009 | People's Choice Awards | Nữ diễn viên phim truyền hình được yêu thích nhất                             | How I Met Your Mother     | Đoạt giải |
| 2010 | People's Choice Awards | Nữ diễn viên phim truyền hình được yêu thích nhất                             | How I Met Your Mother     | Đề cử     |
| 2012 | People's Choice Awards | Phim hài truyền hình được yêu thích nhất                                      | How I Met Your Mother     | Đoạt giải |
| 2012 | Teen Choice Awards     | Nữ diễn viên phim hài truyền hình được yêu thích nhất                         | American Reunion          | Đề cử     |